# Zona metropolitană Ploiești
Zona metropolitană Ploiești este un proiect local pentru crearea unei unități administrative integrate între municipiul Ploiești și localitățile Ariceștii Rahtivani, Bărcănești, Berceni, Blejoi, Brazi, Bucov, Păulești, Târgșoru Vechi.

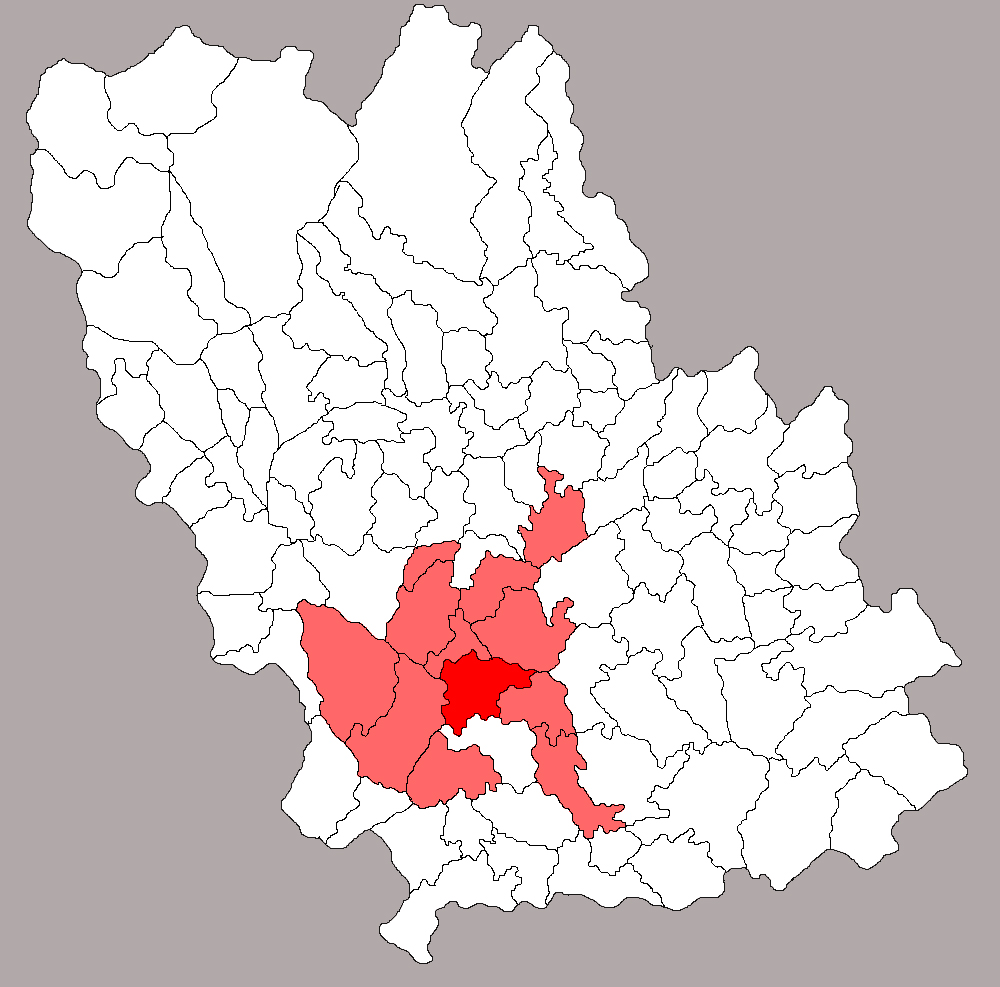
Teritoriul zonei metropolitane Ploieşti